# هانسون
هانسون (انگلیسی: Hanson) شرکت مصالح ساختمانی بریتانیا است، که در سال ۱۹۶۴ تأسیس شد.